# كاري إدواردز
كاري إدواردز (بالإنجليزية: Kari edwards)‏ (1954 - 2 ديسمبر 2006، سان فرانسيسكو في الولايات المتحدة)؛ فنانة، كاتِبة وشاعرة أمريكية.